# Якутская лошадь

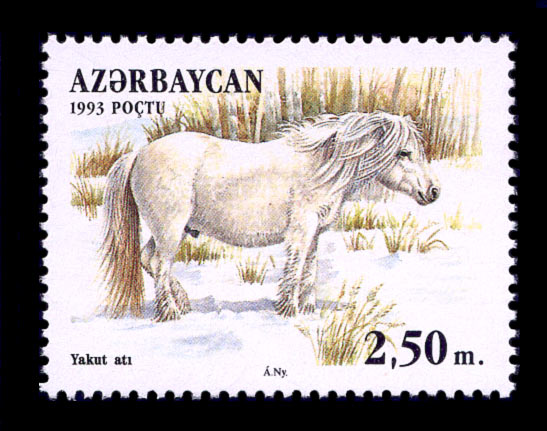
Якутская лошадь на почтовой марке Азербайджана

Якутская лошадь (якут. сылгы или саха ата) — аборигенная порода лошади, распространённая в Якутии. 
Порода выведена народной селекцией под сильным влиянием естественного отбора.

## Внешний вид
Якутская порода лошадей наиболее морозостойкая, имеющая подшёрсток и шерсть длиной 8 — 15 сантиметров. Даже зимой она может кормиться травой из-под снега, разгребая его копытами, — тебеневать. В Якутии лошади живут на открытом воздухе круглый год (при температурах летом до +40 °С и в зимнее время до −60 °С) и пищу ищут самостоятельно. Каждый вожак держит свой табун: от 18 до 24 кобыл и жеребят, такой семьей животные и пасутся. В 1988 году на участке тундры в 160 км² было выпущено стадо якутских лошадей, которое успешно прижилось, оно используется для апробации теории о возможности частичного восстановления экосистемы «мамонтовых тундростепей» плейстоцена (см. Плейстоценовый парк).

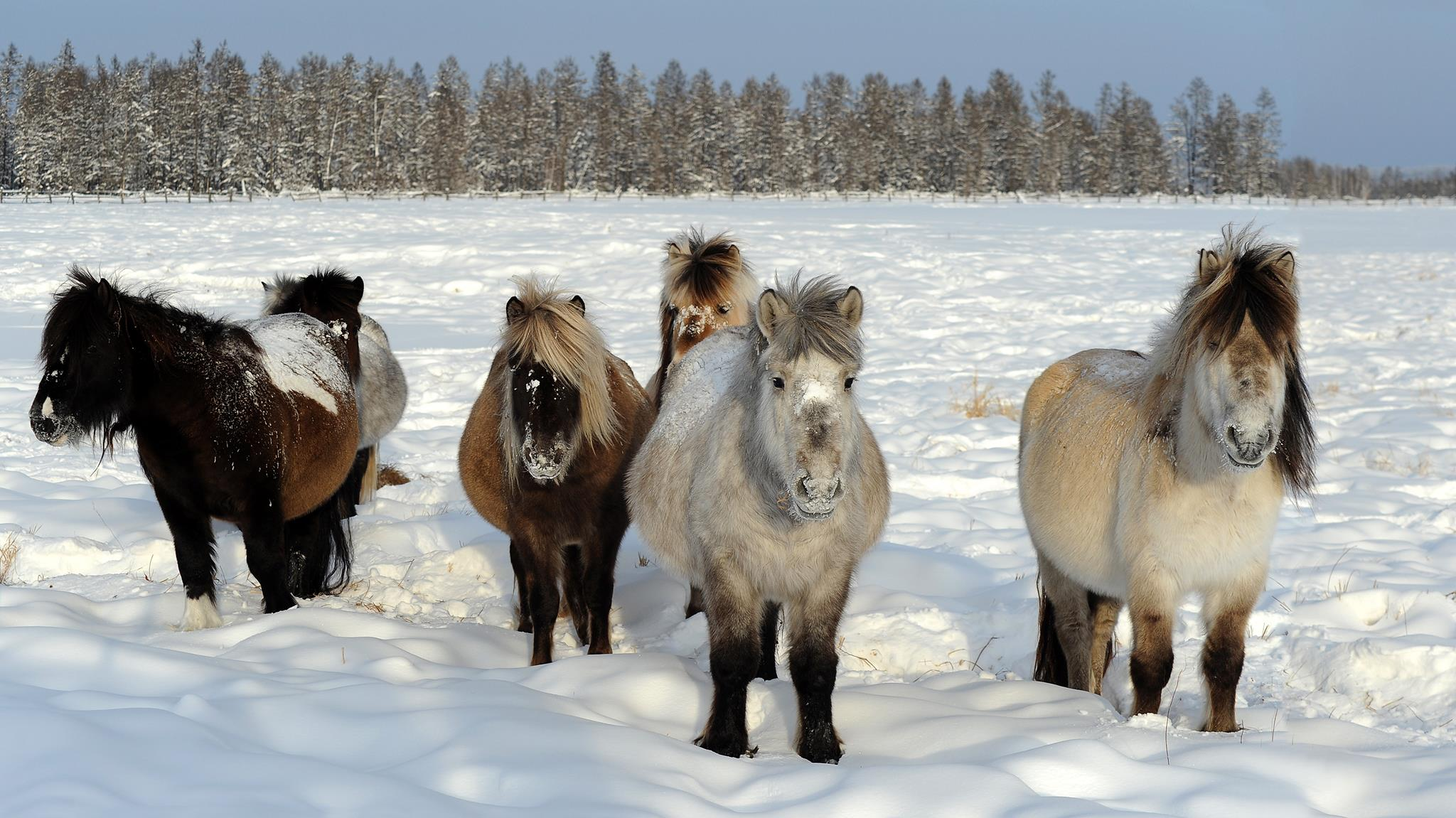
Табун якутских лошадей (молодняк). Мегино-кангаласский район

По сравнению с близкими к ней по типу монгольскими лошадьми, якутская лошадь отличается бо́льшим ростом и массивностью. Якутские лошади обычно бывают бурой, гнедой и серой масти, реже саврасой и мышастой.
Якутские лошади коренастого сложения, с относительно короткими ногами и большой головой.
В настоящее время в республике Якутия сформированы три типа якутских лошадей: северный оригинальный тип якутских лошадей (среднеколымская, верхоянская лошадь), южный, более мелкий тип, не подвергавшийся скрещиванию с заводскими породами; южный крупный тип, отклоняющийся в сторону заводских пород, использованных для улучшения местной якутской лошади. В 2011 году была официально объявлено о презентации новой породы якутских лошади, «Мегежекской» породы в конезаводе имени Степана Васильева (Нюрбинский район Республика Саха (Якутия)).
Размер якутских жеребцов (см): высота в холке 135-137 сантиметров, у кобыл — 132-134 см. Шаг у якутских лошадей короткий. Галопом по тяжёлой снеговой дорожке 3200 метров они проходят чуть более, чем за 5 мин, 1600 метров они проходят примерно за 3 мин. Якутские лошади позднеспелы, но долговечны: достигая полного развития лишь к 5—6 годам, они часто используются в разведении и работе вплоть до 25—27 лет.
Основная масса якутских лошадей сосредоточена в долинах среднего течения реки Лены, а также севернее, в бассейнах Яны, Колымы и Индигирки. Около одной тысячи голов якутской лошади (метизированной с французскими) в одичавшей форме — Chilcotin Plateau Wild Horses Архивная копия от 14 февраля 2021 на Wayback Machine — обитают на севере провинции Британская Колумбия (Канада) под защитой нации Gwet’in First Nations. 
Якутские лошади выносливы и сообразительны, хорошо ориентируются на бегу по пересечённой местности.

## Применение

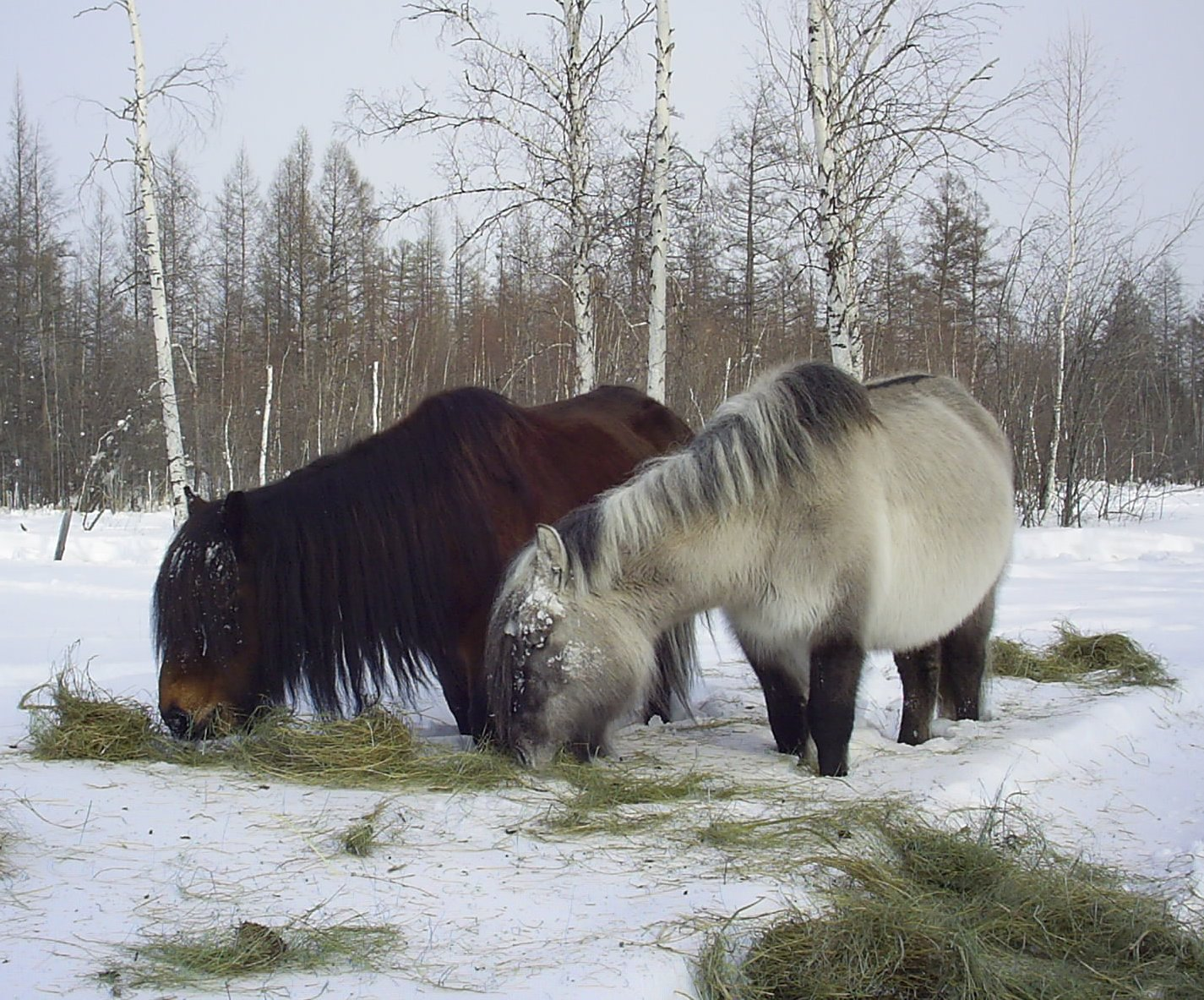
Якутские лошади на зимней тебенёвке

Традиционно существуют два направления использования «якутских лошадей»:
- Верховое. При всей малоростости и коренастости якутских лошадей они часто используются в качестве верховых лошадей. Ни один праздник Ысыах не обходится без конных состязаний, при этом верховых лошадей никогда не используют для других целей.
- Мясо-молочное направление. Наиболее массовое. Молоко кобылицы используется для изготовления традиционного национального напитка кумыс, а мясо якутских лошадей является национальным блюдом и считается деликатесом. Отличительной чертой мяса якутской лошади является так называемая мраморность мяса, то есть вкрапления жира в мясе, из-за которых мясо приобретает особый вкус и мягкость, чрезвычайно ценимую гурманами.

Вкусу якутской конины способствует то, что для этого используются только лошади, никогда не знавшие ни седла, ни уздечки. Мясо якутской лошади очень жирное и калорийное, его производство сейчас поставлено на поток. В северных условиях это один из немногих приспособленных к разведению видов домашних животных.